# Dawid Mazur

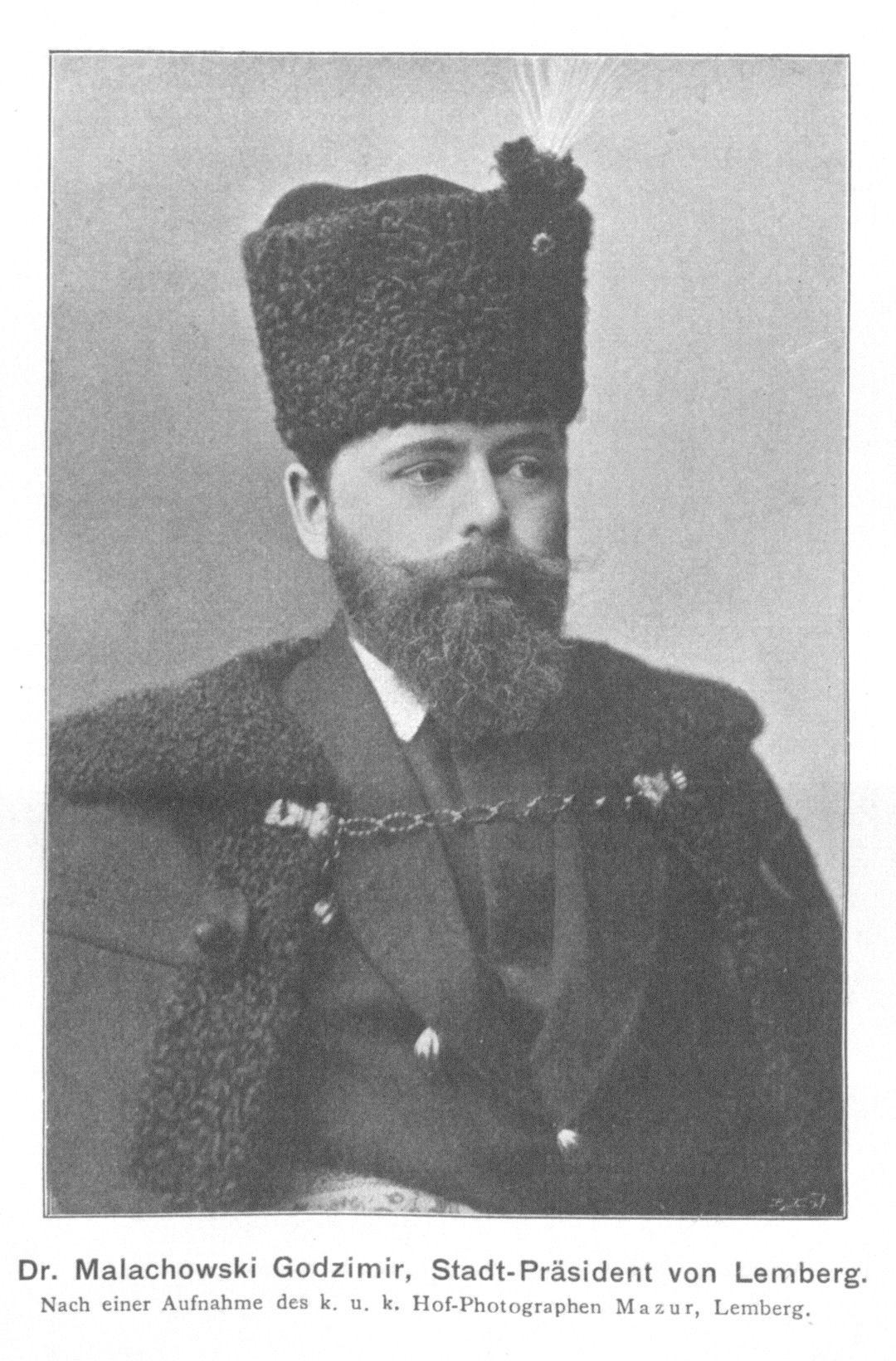
Godzimir Malachowski na fotografii Dawida Mazura, 1902

Dawid Mazur (zm. w lutym 1916 w Wiedniu) – fotograf czynny we Lwowie i Wiedniu.
Od 1882 do 1887 r. wraz z Karolem Roszkiewiczem prowadził zakład fotograficzny w pawilonie na podwórze budynku przy pl. Mariackim 3 we Lwowie. Od 1887 działał sam przy ul. Pańskiej 5. W 1899 r. kupił willę Richtera przy ul. Piekarskiej 11 i zlecił jej przebudowę architektowi Karolowi Boublikowi, który zaadaptował budynek na potrzeby atelier. Działało ono w tym miejscu w latach 1906-1911, po czym nieruchomość została sprzedana przez Mazura drukarzowi Kazimierzowi Jakubowskiemu (który następnie wyburzył willę). Zakład Mazura przeniósł się na plac Halicki 12, gdzie działał do 1914 r., po czym przeprowadził się do Wiednia, przejmując zakład fotograficzny Schöfera przy Kohlmarkt 10.